# Нападова
Нападова, Нэпадова, Нападово (рум. Năpadova) — село в Флорештском районе Молдавии. Относится к сёлам, не образующим коммуну.

Заброшенный особняк⁠

## История
10 января 1969 года при восстановлении Каменского района, в состав последнего была передана часть территории Флорештского района, в том числе и село Нападова.
В 1990 году, после образования на левом берегу Днестра непризнанной Приднестровской Молдавской Республики, правобережные территории, ранее переданные Каменскому району, были возвращены в состав Флорештского района Молдавии и село Нападова вновь стало его частью.

## География
Село расположено на высоте 141 метр над уровнем моря.

## Население
По данным переписи населения 2004 года, в селе Нападова проживает 1218 человек (612 мужчин, 606 женщин).
Этнический состав села:
| Национальность | Число жителей | Процентный состав |
| -------------- | ------------- | ----------------- |
| молдаване      | 1149          | 94,33             |
| румыны         | 29            | 2,38              |
| русские        | 19            | 1,56              |
| украинцы       | 17            | 1,4               |
| цыгане         | 3             | 0,25              |
| прочие         | 1             | 0,08              |
| Всего          | 1218          | 100 %             |